# Nikolaes Heinsius der Ältere

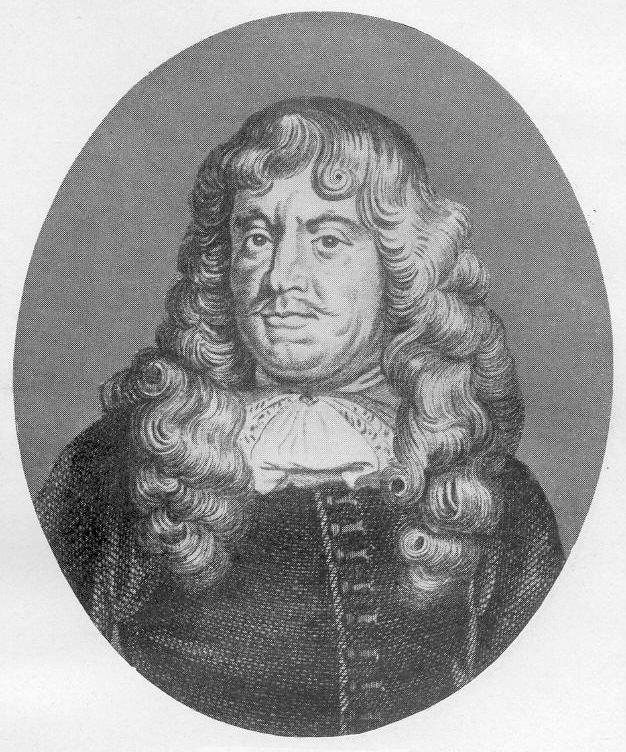
Nikolaes Heinsius der Ältere

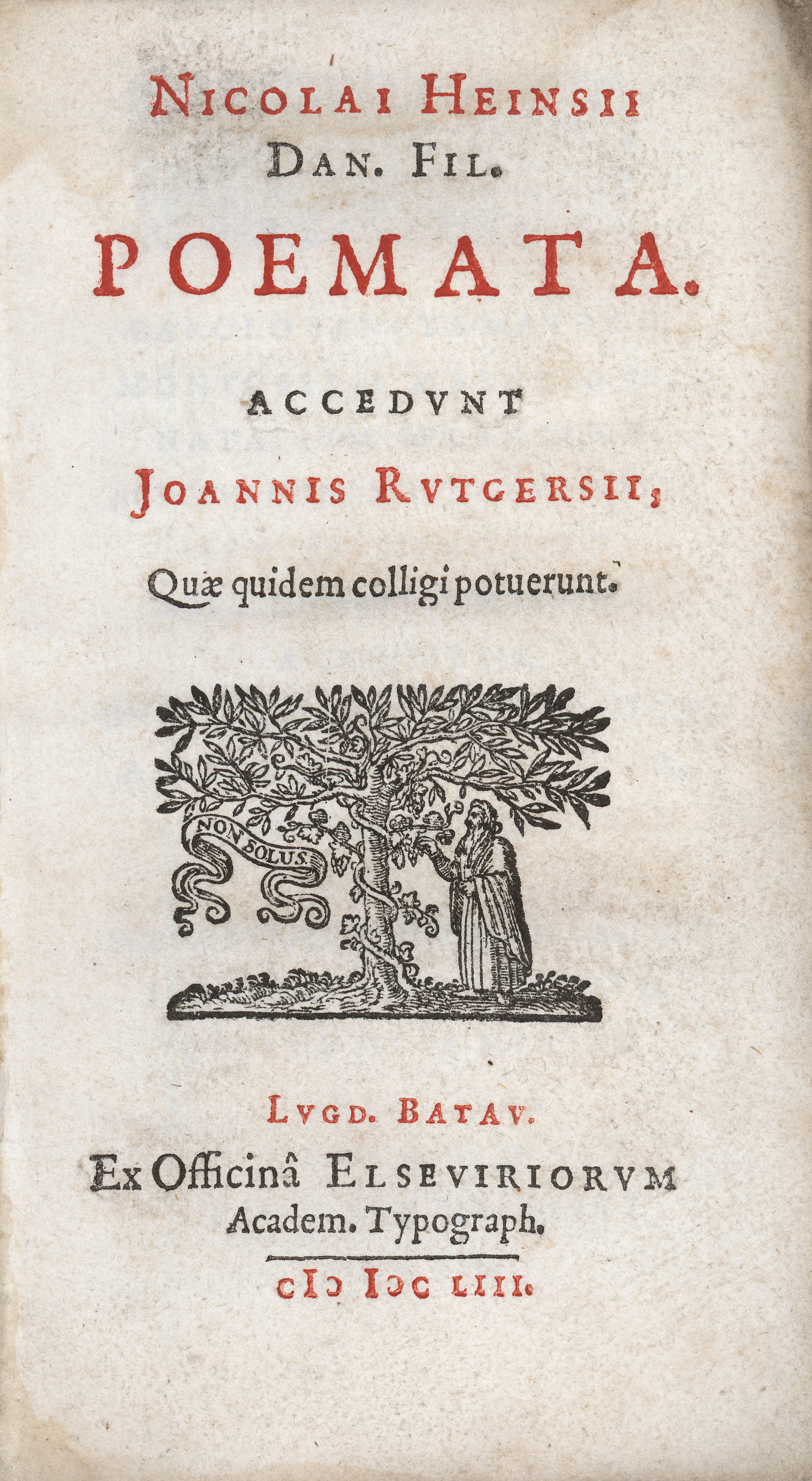
Titelseite der Erstausgabe von Heinsius’ lateinischen Gedichten (1653)

Nikolaes Heinsius der Ältere (* 20. Juli 1620 in Leiden; † 7. Oktober 1681 in Den Haag), Sohn des Daniel Heinsius, war ein niederländischer Altphilologe und neulateinischer Lyriker.

## Leben
Sein lateinisches Gedicht Breda expugnata wurde 1637 gedruckt und rief viel Aufmerksamkeit hervor. 1642 begann er seine Reisen zwecks Suche nach antiken Manuskripten mit einem Aufenthalt in England, wo er allerdings bei den Gelehrten auf wenig Interesse stieß.
1644 ging er aus gesundheitlichen Gründen nach Spa, von dort aus erneut auf die Suche nach Kodizes: Löwen, Brüssel, Mechelen, Antwerpen. Fast sofort nach seiner Rückkehr nach Leiden brach er nach Paris auf, wo er von den Gelehrten mit offenen Armen empfangen wurde. Nachdem er alle antiken Texte, die er in die Hände bekam, untersucht hatte, setzte er seine Reise Richtung Süden fort: Lyon, Marseille, Pisa, Florenz (wo er eine Pause einlegte, um Ovid herauszugeben) und Rom. Im folgenden Jahr, 1647, war er in Neapel, das er während der Regierungszeit Masaniellos fluchtartig verließ, um seine Arbeit in Livorno, Bologna, Venedig und Padua fortzusetzen. An seinem letzten Aufenthaltsort veröffentlichte er 1648 unter dem Titel Italica einen Band original lateinischer Verse.
Er ging nach Mailand, wo er erhebliche Zeit in der Biblioteca Ambrosiana arbeitete. Eine geplante Reise in die Schweiz konnte er nicht antreten, da die Nachricht von der Erkrankung seines Vaters ihn nach Leiden zurückrief. Bald darauf wurde er von der schwedischen Königin Christina nach Stockholm gerufen, wo er sich in eine Auseinandersetzung mit Claudius Salmasius stürzte, der ihn beschuldigte, John Milton mit Informationen über sein (Salmasius’) Leben versorgt zu haben. 1650 kehrte Heinsius kurz nach Leiden zurück, war aber wenig später wieder in Stockholm. 1651 unternahm er eine zweite Italienreise, den Rest seines Lebens verbrachte er abwechselnd in Uppsala und den Niederlanden.
1653 veröffentlichte er seine Sammlung lateinischer Gedichte. Seine letzten Arbeiten waren eine Ausgabe der Werke von Velleius Paterculus 1678 und Gaius Valerius Flaccus 1680.
Nikolaes Heinsius war einer der reinsten und elegantesten Latinisten, und wenn seine Gelehrsamkeit nicht so perfekt war wie die seines Vaters, so zeigte er höhere Qualitäten als Autor.
Der Schriftsteller Nikolaes Heinsius der Jüngere (1656–1718) war ein unehelicher Sohn Nikolaes Heinsius’ des Älteren.